# Maison Kiseleff

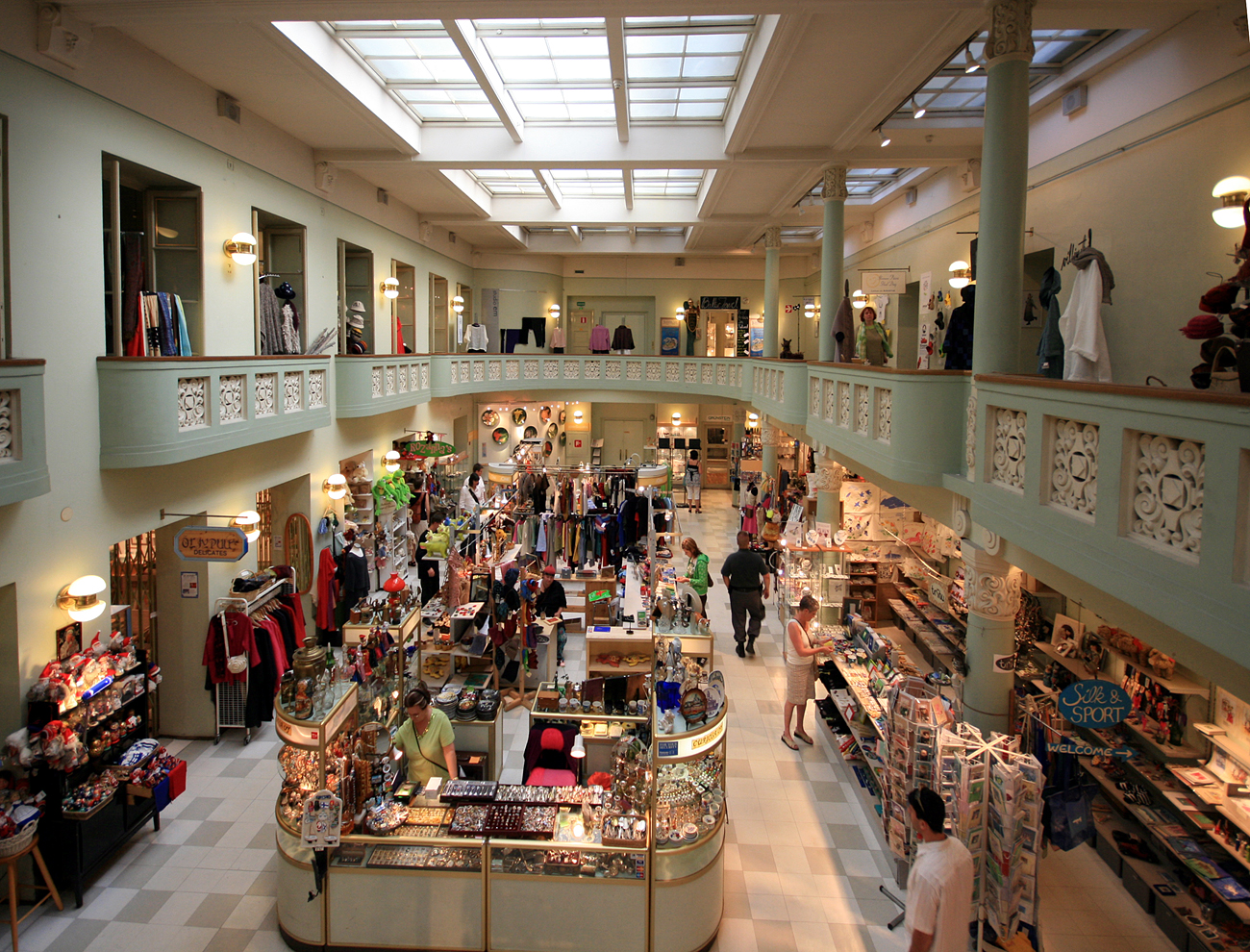
Maison Kiseleff, vue intérieure.

Maison Kiseleff  (en finnois : Kiseleffin talo, en suédois : Kiseleffska huset) est un bâtiment situé au 27, rue Unioninkatu et au 28, rue Aleksanterinkatu dans le quartier de Kruununhaka  à Helsinki.

## Histoire
Le bâtiment a accueilli le premier magasin Stockmann. Johan Sederholm fait construire entre 1772 et 1778 une maison à 3 étages et au toit pentu au bord de Aleksanterinkatu. Le bâtiment sert de maison d'habitation. En 1806, le marchand Bernhard Manecke y installe une raffinerie de sucre que reprendra le commerçant Feodor Kiseleff à partir de 1812. La raffinerie déménage en 1821 pour Töölönlahti à cause des risques d'incendie. Le bâtiment est agrandi entre 1822 et 1824 selon les plans de Carl Ludvig Engel qui comprennent une aile supplémentaire donnant sur Unioninkatu.
Stockmann achète le bâtiment en 1879 et Lars Sonck conçoit le magasin en 1911–1912. Le magasin fonctionnera dans ce bâtiment jusqu'en 1930 date à laquelle le nouveau grand magasin Stockmann sera terminé. 
Par la suite la Maison Kiseleff servira de poste de police,.